# Aeroporto de Eucla
O Aeroporto de Eucla é uma pista de pouso em Eucla, na Austrália Ocidental. Possui somente um pista com 1.369 m (4.491 pés) de comprimento. O seu circuito de tráfego indica altura de 305 m. Seu uso principal é como base de apoio para o Royal Flying Doctor Service of Australia, que realizou 84 voos de emergência a partir da pista entre 2009 e 2014. Há um esforço para a promoção da melhoria das condições da pista, sujeita a inundações. Quando a pista não pode ser utilizada, as aeronaves devem pousar na rodovia Eyre, situada nas proximidades.